# Microtonus brunneus
Microtonus brunneus là một loài bọ cánh cứng trong họ Melandryidae. Loài này được Marseul miêu tả khoa học năm 1876.